# Kotovskij
Kotovskij (russisk: Котовский) er en sovjetisk film fra 1942 af Aleksandr Fajntsimmer.

## Handling
Filmen omhandler Grigorij Kotovskijs liv. Kotovskij var en berømt deltager i den russiske borgerkrig, som det flere gange lykkedes at flygte fra fangenskab, og som aldrig tabte et slag på slagmarken.

## Medvirkende
- Nikolaj Mordvinov som Kotovskij
- Vasilij Vanin som Kharitonov
- Nikolaj Krjutjkov som  Kabanjuk / Zagari
- Vera Maretskaja
- Mikhail Astangov som Karakozen